# Luigi Avogadro
Pour les articles homonymes, voir Avogadro.
Luigi Avogadro, né à Brescia à une date inconnue, et mort à Brescia en février 1512, est un condottiere italien. 

## Biographie
Il trama une conspiration pour chasser les Français qui s'étaient emparés de sa ville natale de Brescia en 1509. Pour rétablir la domination vénitienne, Il souleva une partie de ses concitoyens. Au sac de Brescia de 1512, il ne put résister à Gaston de Foix, qui accourut au secours de la garnison française et il fut fait prisonnier en voulant s'ouvrir un passage à la tête de deux cents des siens. Il fut écartelé, et ses deux fils eurent la tête tranchée . 
De Belloy, dans sa tragédie de Gaston et Bayard, représente Avogadro comme un traître, et son entreprise patriotique comme une perfidie. 